# Алан Еглстон
Алан Еглстон (енгл. Alan Eggleston; Бушелтон, 30. децембар 1941) је бивши аустралијски политичар који је служио као либерални члан аустралијског сената 1996—2014. представљајући Западну Аустралију. 

## Биографија
Рођен је 30. децембра 1941. у Бушелтону. Студирао је медицину на Универзитету Западне Аустралије и дипломирао је уметност на Универзитету Мердок.
Радио је као лекар у Порт Хедланду 1974—1996, саветник у служби 1988—1996. и градоначелник 1993—1996. Био је члан комисије за развој Пилбаре 1994—1996.
Болује од ахондроплазије. Повукао се са свих осталих политичких послова како би радио као сенат. Објавио је 9. априла 2012. да неће учествовати на аустралијским савезним изборима 2013. и да ће се повући на крају свог мандата 2014.